# Volksbank Nordschwarzwald
Die Volksbank Nordschwarzwald eG ist eine Genossenschaftsbank mit Doppelsitz in der baden-württembergischen Gemeinde Pfalzgrafenweiler im Landkreis Freudenstadt und in der baden-württembergischen Stadt Altensteig im Landkreis Calw. Der Verwaltungssitz befindet sich in Pfalzgrafenweiler.

## Geschichte
Die heutige Volksbank Nordschwarzwald eG wurde am 6. Januar 1881 als Pfalzgrafenweiler Bank eGmuH in Pfalzgrafenweiler gegründet und fusionierte im Jahr 2016 letztmals mit der Raiffeisenbank Oberer Wald eG mit dem Sitz in Simmersfeld.
Entstanden ist die Volksbank Nordschwarzwald eG im Jahr 2001 aus der Fusion der Volksbank Altensteig eG mit dem Sitz in Altensteig mit der Volksbank Pfalzgrafenweiler eG mit dem Sitz in Pfalzgrafenweiler. Im Jahr 2000 fusionierte die Volksbank Pfalzgrafenweiler mit der Raiffeisenbank Waldachtal eG mit dem Sitz in Waldachtal.
Die Volksbank Altensteig eG fusionierte 1975 mit der Raiffeisenbank Spielberg eG mit dem Sitz in Spielberg und zuvor im Jahr 1972 als Volksbank Altensteig eGmbH mit der Spar- und Darlehnskasse Grömbach eGmbH mit dem Sitz in Grömbach und der Spar- und Darlehnskasse Göttelfingen e.G.m.b.H. mit dem Sitz in Göttelfingen. Im Jahr 1971 wurde bereits mit der Raiffeisenbank Egenhausen e.G.m.b.H. mit dem Sitz in Egenhausen fusioniert.
Die damalige Pfalzgrafenweiler Bank eGmbH fusioniert im Jahr 1969 mit der Genossenschaftsbank Bösingen eGmbH mit dem Sitz in Bösingen.
Die spätere Raiffeisenbank "Oberer Wald" eG entstand im Jahr 1969 als Raiffeisenbank der Gemeinden Aichelberg, Aichhalden, Beuren, Enzklösterle, Ettmannsweiler, Fünfbronn, Simmersfeld eGmbH durch die Fusion der Raiffeisenbank Enzklösterle eGmbH mit dem Sitz in Enzklösterle mit der Raiffeisenbank Simmersfeld e.G.m.b.H mit dem Sitz in Simmersfeld.
Durch die Fusion der Raiffeisenbank Tumlingen eGmbH mit dem Sitz in Tumlingen im Jahr 1971 mit der Spar- und Darlehnskasse Hörschweiler eGmbH mit dem Sitz in Hörschweiler entstand die Raiffeisenbank Waldachtal eGmbH.

## Rechtsverhältnisse
Die Volksbank Nordschwarzwald eG ist im Genossenschaftsregister beim Amtsgericht Stuttgart unter GnR 340147 und 430002 eingetragen.

## Organisationsstruktur
Rechtsgrundlagen sind das Genossenschaftsgesetz und die durch die Generalversammlung beschlossene Satzung. Organe der Bank sind der Vorstand, der Aufsichtsrat und die Generalversammlung.

## Sicherungseinrichtung
Die Volksbank Nordschwarzwald eG ist der amtlich anerkannten Sicherungseinrichtung des Bundesverbandes der Deutschen Volksbanken und Raiffeisenbanken GmbH und der zusätzlichen freiwilligen Sicherungseinrichtung des Bundesverbandes der Deutschen Volksbanken und Raiffeisenbanken e.V. angeschlossen.

## Geschäftsausrichtung
Die Volksbank Nordschwarzwald eG betreibt das Universalbankgeschäft. Im Verbundgeschäft arbeitet sie mit der DZ Bank, R+V Versicherung, Bausparkasse Schwäbisch Hall, Teambank, VR Leasing,  DZ Hyp und der Union Investment zusammen.

## Geschäftsgebiet
Das Geschäftsgebiet liegt im Norden des Landkreises Freudenstadt sowie im Süden des Landkreises Calw.
An diesen Orten betreibt die Bank Filialen:
- Pfalzgrafenweiler (Hauptstelle, jur. Sitz+ 1 SB-Geschäftsstelle)
- Altensteig (jur. Sitz, Geschäftsstelle)
- Tumlingen (Geschäftsstelle)
- Simmersfeld (Geschäftsstelle)